# 头文件
头文件（英語：Header file），或包含文件，是个在程序设计時，特别是在C语言和C++中使用的文件，通常是源代码的形式，由编译器在处理另一个源文件的时候自动包含进来。一般来说，程序员通过编译器指令将头文件包含进其他源文件的开始（或头部）。
头文件一般包含类、子程序、变量和其他标识符的前置声明。需要在一个以上源文件中被声明的标识符可以被放在一个头文件中，并在需要的地方包含这个头文件。
在C语言的C标准函式库和C++的C++标准函式库中，标准库函数习惯上在头文件中声明。

## 作用
在大多数现代计算机编程语言中，程序可以被分成如子程序的更小的组件，这些组件可以通过许多物理源文件分发，这些源文件被单独编译。当一个子程序在定义的位置以外的地方被使用时，就需要引入前置声明和函数原型的概念。例如，一个函数在一个源文件中有如下定义：
```
 
int
 
add
(
int
 
a
,
 
int
 
b
)

 
{

     
return
 
a
 
+
 
b
;

 
}

```

在另一个源文件中引用的时候就可以声明成这样（包含函数原型）：
```
 
int
 
add
(
int
,
 
int
);

 

 
int
 
triple
(
int
 
x
)

 
{

     
return
 
add
(
x
,
 
add
(
x
,
 
x
));

 
}

```

但是，这个简单的方法需要程序员为add在两个地方维护函数声明，一个是包含函数实现的文件，以及使用该函数的文件。如果函数的定义改变了，程序员必须要更改散布在程序中的所有的原型。
头文件提供了解决办法。模块的头文件声明作为模块公共接口一部分的每一个函数、对象以及数据类型。例如，在下面的情况下，头文件仅包含add的声明。每一个引用了add的源文件使用#include来包含头文件：
```
 
/* File add.h */

 
#ifndef ADD_H

 
#define ADD_H

 

 
int
 
add
(
int
,
 
int
);

 

 
#endif 
/* ADD_H */

```

```
 
/* File triple.c */

 
#include
 
"add.h"

 

 
int
 
triple
(
int
 
x
)

 
{

     
return
 
add
(
x
,
 
add
(
x
,
 
x
));

 
}

```

这样就减少了维护的负担：当定义改变的时候，只须更新声明的一个独立副本（在头文件中的那个）。在包含对应的定义的源文件中也可以包含头文件，这给了编译器一个检查声明和定义一致性的机会。
```
 
/* File add.c */

 
#include
 
"add.h"

 

 
int
 
add
(
int
 
a
,
 
int
 
b
)

 
{

     
return
 
a
 
+
 
b
;

 
}

```

通常，头文件被用来唯一指定接口，且多少提供一些文档来说明如何使用在该文件中声明的组件。在这个例子中，子程序的实现放在一个单独的源文件中，这个源文件被单独编译。（在C和C++中有个例外，即内联函数。内联函数通常放在头文件中，因为大多数实现如果不知道其定义，在编译时便无法适当的展开内联函数。）

## 替代
在访问声明在不同文件中的标识符问题上，头文件不是唯一的解决方法。他们也有缺点，当定义改变的时候可能仍然需要在两个地方来修改（头文件和源文件）。一些更新的语言（如Java）省略掉了头文件，而使用命名方案（naming scheme），这就允许编译器来定位与接口和类实现相关的源文件。

## #include语句的两种语法
#include语句有两种方式包含头文件，分别是使用双引号" "与左右尖括号< >。其区别是（对于不是使用完全文件路径名的）头文件的搜索顺序不同：
使用双引号" "的头文件的搜索顺序：
1. 包含该#include语句的源文件所在目录；
2. 包含该#include语句的已经打开的头文件的逆序（因为头文件可以#include另一个头文件构成一个序列）；
3. 编译选项-I所指定的目录
4. 环境变量INCLUDE所定义的目录

使用左右尖括号< >的头文件的搜索顺序：
1. 编译选项-I所指定的目录
2. 环境变量INCLUDE所定义的目录